# Dansk Sømandskirke Hamborg
Dansk Sømandskirke i Hamborg eller Benediktekirken er den danske kirke i Hamborg. 
Den moderne kirkebygning er fra 1952. I 2007 blev kirken omdøbt til Benediktekirken. Den 20. maj 2007 blev kirken officielt genindviet af biskop Erik Norman Svendsen i nærvær af HKH Prinsesse Benedikte, som har indvilliget i, at kirken bærer hendes navn. Med støtte fra Ny Carlsbergfondet og lokale sponsorer er kirken blevet udsmykket af kunstneren Erik A. Frandsen. Det er i 2008 uden sammenligning den mest nutidigt udsmykkede danske kirke i EU. I kirken er også en gammel granitdøbefont, som kommer fra Ribe. Menigheden hører under Danske Sømands- og Udlandskirker.
Sømandskirkens menighedsarbejde i Hamborg begyndte allerede i 1875. Den daværende sømandspræst var Georg Rasmussen Heden, som flyttede fra Hull i det nordlige England til Hamborg. I 1923 købte sømandskirken en ejendom i Bernhard Nochtstraße, hvor den første kirke kunne bygges. Kirkebygningen blev ødelagt af en britisk bombe i 1943. Efter krigen var den ikke længere anvendelig som sømandskirke. Den nuværende sømandskirke blev bygget ved en stor indsats af pastor Gustav Højlund i Ditmar-Koel-Straße. Den blev indviet i 1952. I samme gade findes også norske, svenske og finske sømandskirker. 

## Eksterne links
- Menighedens hjemmeside

53°32′48″N 9°58′39″Ø / 53.54662°N 9.97762°Ø